# Lotto Rheinland-Pfalz

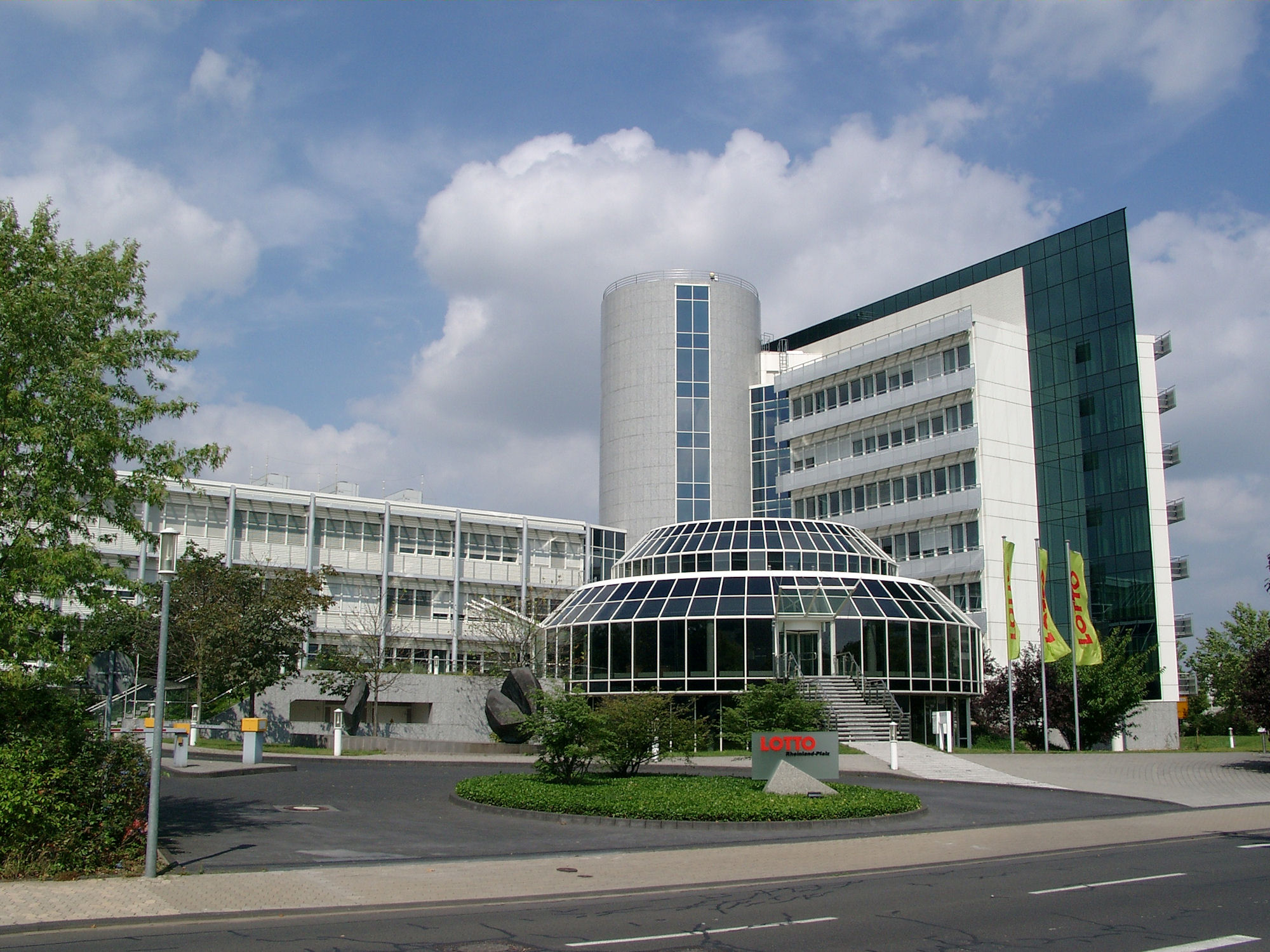
Die Lottozentrale von Lotto Rheinland-Pfalz in Koblenz

Die Lotto Rheinland-Pfalz GmbH mit Sitz in Koblenz ist die Lottogesellschaft des Landes Rheinland-Pfalz. Durch das Glücksspielgesetz hat sie die Aufgabe übernommen, im Auftrag des Landes Rheinland-Pfalz Glücksspiele durchzuführen. Gesellschafter sind zu 51 % das Land sowie die drei Sportbünde Sportbund Rheinland, Sportbund Pfalz und der Sportbund Rheinhessen. Die 1948 gegründete Gesellschaft ist Mitglied im Deutschen Lotto- und Totoblock. Der Zusammenschluss mit den Lottogesellschaften der anderen 15 Bundesländer garantiert, dass Lotterien und Sportwetten bundesweit nach einheitlichen Regeln durchgeführt werden. Die „Lotto Stiftung Rheinland-Pfalz“, eine Tochter der Lotto Rheinland-Pfalz GmbH, finanziert wichtige Maßnahmen des Sports, des sozialen Bereiches, der Denkmalpflege, der Kultur, der Umweltpflege sowie Aktivitäten von Vereinen, Initiativen und Organisationen. Lotto Rheinland-Pfalz unterhält knapp 1000 Annahmestellen, in der Lottozentrale in Koblenz werden 186 Mitarbeiter beschäftigt.

## Geschichte
Lotto Rheinland-Pfalz wurde am 20. November 1948 in einer Gaststätte in Mainz-Gonsenheim von den Sportbünden und Fußballverbänden im Land als „Sport-Toto GmbH“ gegründet. Sie verfolgten das Ziel, mithilfe des Glücksspiels dem Sport nach dem Zweiten Weltkrieg wieder auf die Beine zu helfen. Zunächst wurde nur mit der Toto Sportwette begonnen, 1956 folgte die Einführung von Lotto 6 aus 49. Danach kamen noch die Glücksspirale (1970), das Rubbellos (1981), die Oddset-Sportwette (1999), Keno (2004) und Eurojackpot (2012) hinzu. Der seit 2008 geltende Staatsvertrag führte dazu, dass die Gesellschaft vom Land Rheinland-Pfalz zu 51 % übernommen wurde. Damit wurde das Glücksspielmonopol, nach einer Vorgabe der EU, bis 2011 verlängert.
Bis Januar 2009 wurden 330 Rheinland-Pfälzer zu Lotto-Millionären gemacht. Von 1948 bis 2014 machte Lotto Rheinland-Pfalz einen Umsatz von 13,9 Milliarden Euro und stellte knapp 6 Milliarden Euro für gemeinnützige Zwecke zur Verfügung.

### Sponsoring
Lotto Rheinland-Pfalz war Sponsor des 1. FC Kaiserslautern und besitzt seit der Spielzeit 2014/2015 die Namensrechte an der Ost-Tribüne des Fritz-Walter-Stadions. Im Juli 2016 wurde der Sponsorenvertrag bis 2018 verlängert.
Im Jahr 2024 hat Lotto RLP das Sponsoring des 1. FCK beendet.
Die Presse berichtete von Unstimmigkeiten bei der Beendigung des Vertrags. Der FCK hätte Lotto nach Presseaussage seines Geschäftsführers gerne als Partner behalten. Zuvor war von einem einvernehmlichen Ende des Sponsorings die Rede.
2015 wurde Lotto Rheinland-Pfalz Namenssponsor des Radsportteams Kouta-Lotto. Lotto Rheinland-Pfalz ist auch Sponsor des VC Neuwied 77, deren Volleyball-Frauenmannschaft 2021 in die Volleyball-Bundesliga der Frauen aufgestiegen ist.

### Einbehaltene Gewinne
2008 und 2009 wurden zwei nicht abgeholte Gewinne in Höhe von zusammen über 1,4 Millionen Euro von Lotto Rheinland-Pfalz gegenüber dem Deutschen Lotto- und Totoblock als ausgezahlt gemeldet und rechtswidrig einbehalten. Verantwortlich war der Hauptgeschäftsführer von Lotto Rheinland-Pfalz, Hans-Peter Schössler. Mit den einbehaltenen Gewinnen wurde in Rheinland-Pfalz eine Lotto-Sonderaktion ausgespielt. Als der Betrug 2014 bekannt wurde, zeigte sich Schössler selbst an und bat im März 2014 um Auflösung seines Vertrages. Das Amtsgericht Koblenz verurteilte Schössler im November 2014 zu 21 Monaten Haft auf Bewährung und einer Geldstrafe von 72.000 Euro. Vor dem Landgericht Koblenz scheiterte eine Berufung Schösslers gegen das Urteil.

## Spielangebote
Zu den angebotenen Spielen gehören:
- Lotto 6aus49, Normal- oder Systemspiel
- Oddset, Kompakt und Plus
- Glücksspirale
- Keno
- Toto, 13er- oder Auswahlwette
- Rubbellos
- Eurojackpot
- Zusatzspiele: Spiel 77, Super 6 oder Plus 5 (nur Keno)